# 斯蒂芬斯縣 (奧克拉荷馬州)
斯蒂芬斯縣（英語：Stephens County）是美国奧克拉荷馬州南部的一個縣，面積2,308平方公里。根据2020年美國人口普查，共有人口42,848人。縣治鄧肯。該縣成立於1907年11月16日，縣名紀念支持奧克拉荷馬州建州的聯邦眾議員約翰·霍爾·斯蒂芬斯。